# High Chaparall
För andra betydelser, se High Chaparral (olika betydelser).
High Chaparall var en svensk TV-serie med Filip & Fredrik som visades på Kanal 5. Serien spelades in mellan åren 2003 och 2008. Namnet är en avsiktlig felstavning av The High Chaparral.
Programmet går ut på att programledarna Filip & Fredrik träffar olika kändisar (ofta föredettingar och b-kändisar) och lever med dem i 1–3 dagar. I två avsnitt av varje säsong gör de dock inte så utan något annat, som till exempel att föra ihop koncepten porr och sit-coms. 
De två första säsongerna (förutom undantaget med Uri Geller) spelades alla in i USA. Den tredje säsongen skulle skilja sig från de två andra vilket gjorde att den spelades in i Europa med ett annorlunda intro. I de flesta programmen brukade  Filip och Fredrik ha med "lekar" som Bra eller anus och Pest eller kolera. Signaturmelodi till programmet är The Proclaimers låt I'm Gonna Be (500 Miles). Med denna TV-serie kom Filip och Fredrik att få stort genomslag som programledare i TV.
Två dvd-boxar till serien har släppts. Den första boxen släpptes 12 maj 2004 och innehåller förutom samtliga avsnitt på säsong 1 ett "bonusprogram" som de namngett High Chaparall Reloaded där Filip och Fredrik listar de 10 skönaste personerna de träffade under hela säsong 1. Den andra boxen, släppt 10 november 2004, innehåller tre skivor där den tredje skivan är extramaterial innehållande en videodagbok och bortklippta scener.
2005 gjordes en version av programmets format med ett möte med förre statsministern Ingvar Carlsson.
I maj 2008 gjorde Filip & Fredrik en fjärde mini-säsong av programmet, där de intervjuade komikern Andy Dick, skådespelerskan Shannen Doherty och boxaren Mike Tyson.
I Danmark gjordes en version av programmet som kallades Hollywoodredaktionen. Programmet sändes på danska DR och hade Johan Stahl och Jan Elhøj som programledare. SVT köpte in rättigheterna och sände programmets första och enda säsong.
High Chaparall har av Aftonbladets läsare utsetts till det bästa tv-program Filip & Fredrik har gjort.